# جودی و پانچ
جودی و پانچ یک کمدی سیاه استرالیایی محصول سال ۲۰۱۹ است که میرا فولکس فیلمنامه‌نویسی و کارگردانی آن را به عهده داشته‌است. میا واشیکوفسکا، دیمون هریمن، تام باج، بندیکت هاردی، گیلین جونز، تری نوریس، برندا پالمر و لوسی ولیک از ستارگان این فیلم هستند.
فیلم در ۲۷ ژانویه ۲۰۱۹ در جشنواره فیلم ساندنس اکران شد. سپس در ۲۱ نوامبر ۲۰۱۹ توسط مدمن انترتینمنت در استرالیا عرضه شد و قرار است در ۵ ژوئن ۲۰۲۰ توسط ساموئل گلدوین فیلمز در آمریکا پخش شود.

## داستان
جودی و پانچ عروسک گردانانی در شهر سیساید انگلستان هستند که همراه با دختر کوچکشان تلاش می‌کنند نمایش خیمه شب بازی خود را به عموم مردم نشان دهند. جودی با توانایی خود توجه مردم را جلب می‌کند ولی پانچ به خاطر افراط در نوشیدن الکل دچار مشکل می‌شود و فرزندشان را می‌کشد. سپس تا دم مرگ جودی را کتک می‌زند. حالا جودی می خواهد از شوهر سابقش انتقام بگیرد.

## بازیگران
- میا واشیکوفسکا در نقش جودی
- دیمون هریمن در نقش پانچ
- بندیکت هاردی در نقش دریک فرودر
- تام باج در نقش آقای فرانکلی
- گیلین جونز در نقش دکتر گودتایم
- ادی بارو در نقش نوردیک من
- ویرجینیا گی در نقش ما
- کرونا استمل در نقش میویس
- لوسی ولیک در نقش پالی
- تری نوریس در نقش عروسک دلقک
- برندا پالمر در نقش خدمتکار مود